# Ella Jay Basco
Ella Jay Basco (ur. 17 września 2006 w Los Angeles) – amerykańska aktorka.

## Życiorys
Basco urodziła się w Los Angeles jako dziecko koreańskiej matki i filipińskiego ojca. Jest siostrzenicą Dion i Danté Basco.

## Filmografia

### Filmy
- 2014: Glimpse of Heaven jako Huian (film krótkometrażowy)
- 2020: Ptaki Nocy (i fantastyczna emancypacja pewnej Harley Quinn) jako Cassandra Cain

### Seriale
- 2013: Chirurdzy (Grey’s Anatomy) jako Evie
- 2017: Superior Donuts jako Logan
- 2017: Figurantka (Veep) jako Ella
- 2017: Teachers jako Amanda